# Eske Nannen

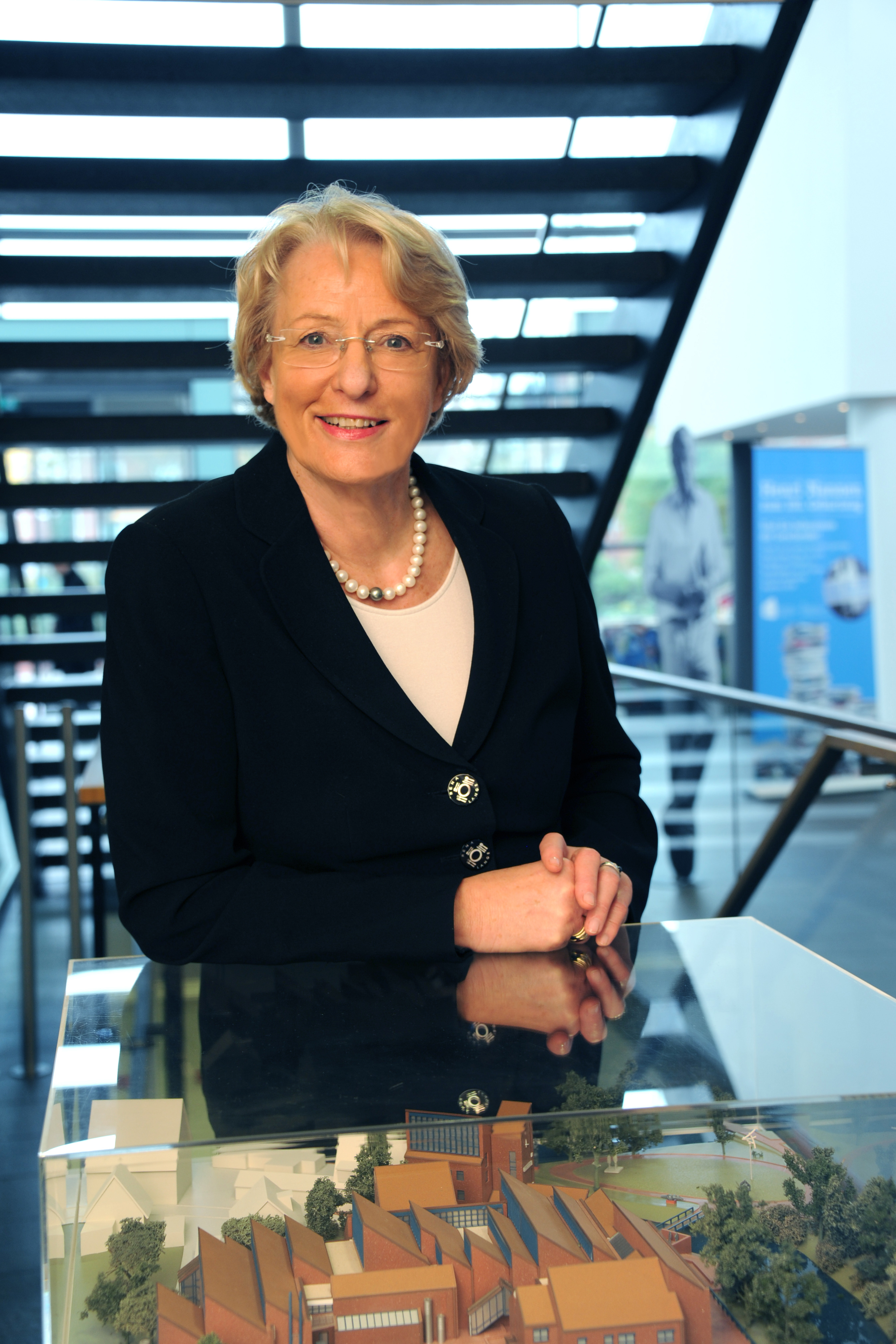
Eske Nannen (2015)

Eske Nannen (* 4. Januar 1942 in Emden als Eske Nagel, geschiedene Ebert) ist Vorsitzende des Aufsichtsrats der Kunsthalle Emden sowie der „Stiftung Henri und Eske Nannen und Schenkung Otto van de Loo“.

## Leben
Eske Nannen ist die Tochter eines Fassfabrikanten und machte in der väterlichen Fabrik eine Ausbildung zur Industriekauffrau. Anschließend war sie in der Schiffbauindustrie, der Wirtschaft und im Tourismus tätig. Danach lebte sie zehn Jahre in Berlin.
1982 kehrte sie in ihre Heimatstadt Emden zurück. Zusammen mit ihrem späteren Mann Henri Nannen, den sie von Kindheit an durch eine enge familiäre Freundschaft kannte, engagierte sie sich dort für verschiedene Kunstprojekte. 1983 gründete sie als Vorstand des Kunstvereins Ludolf Backhuysen-Gesellschaft die Malschule, die sich zur größten Jugendkunstschule Niedersachsens entwickelte. Im gleichen Jahr erfolgte die Gründung der Stiftung Henri Nannen. Die Stiftung erhielt Henri Nannens bedeutende Kunstsammlung, die hauptsächlich aus Gemälden und Skulpturen deutscher Expressionisten bestand. Eske Nannen ist von Anfang an Geschäftsführerin der Stiftung. Ziel der Stiftung war die Einrichtung eines Hauses, das die Bilder von Henri Nannens Kunstsammlung aufnehmen sollte.

„Wir wollten Henris Bildern eigentlich nur ein Haus bauen. Nicht mehr und nicht weniger. Zu Beginn war alles ganz klein geplant.“

Später entwickelte sich aus dieser Grundidee die heutige Kunsthalle Emden, die am 3. Oktober 1986 durch den damaligen Bundespräsidenten Richard von Weizsäcker eröffnet wurde. Die Stiftung ist Träger der Einrichtung.
1990 heiratete sie in zweiter Ehe Henri Nannen, dessen dritte Ehefrau sie wurde. Sie hat einen Sohn, Bernd Ebert, aus erster Ehe.
Mitte der 1990er stellte der Münchner Kunstsammler Otto van de Loo der Stiftung eine Schenkung von 200 Bildern in Aussicht. Für diese Schenkung plante das Paar Nannen einen Erweiterungsbau für die Kunsthalle Emden, der 6,5 Millionen D-Mark kosten sollte. Im Oktober 1996 starb Henri Nannen. Nach seinem Tod wurde die Stiftung in Stiftung Henri und Eske Nannen umbenannt und die Planungen für den Erweiterungsbau fortgeführt. 1997 erfolgte die Schenkung Otto van de Loos. Als Geschäftsführerin der Stiftung verwirklichte Eske Nannen den geplanten Erweiterungsbau trotz einiger Schwierigkeiten, die die Kosten auf 17 Millionen D-Mark anwachsen ließen. Am 2. Oktober 2000, also vier Jahre nach dem Tod Henri Nannens, wurde die erweiterte Kunsthalle durch den damaligen Bundeskanzler Gerhard Schröder offiziell eröffnet und die tragende Stiftung erhielt den Zusatz und Schenkung Otto van de Loo.
2019 übernahm Nannen in der Nachfolge von Sabine Schormann die Schirmherrschaft für den vom Presse Club Hannover verliehenen Leibniz-Ring-Hannover.

## Ehrungen
Das Engagement von Eske Nannen wurde 1999 mit dem Friedlieb Ferdinand-Runge Preis für unkonventionelle Kunstvermittlung und 2000 mit dem Deutschen Stifterpreis des Bundesverbandes Deutscher Stiftungen gewürdigt. 2006 erhielt sie die Landesmedaille des Landes Niedersachsen und 2007 den Kulturpreis der Ostfriesischen Landschaft. Im gleichen Jahr wurde sie mit der Ehrenmünze der Stadt Emden ausgezeichnet. Am 17. April 2008 erhielt sie den Deutschen Fundraising Preis 2008. Am 70. Geburtstag im Januar 2012 erhielt sie wegen ihrer Verdienste für Kunst und Kultur das Große Verdienstkreuz des Verdienstordens der Bundesrepublik Deutschland.  2018 erhielt sie die Ubbo-Emmius-Medaille und 2022 den Niedersächsischen Staatspreis.